# Elfyn Evans
Elfyn Evans, född 28 december 1988 i Dolgellau, Wales, är en walesisk rallyförare som kör för Toyota Gazoo Racing i WRC.

## WRC-karriär

### DMack

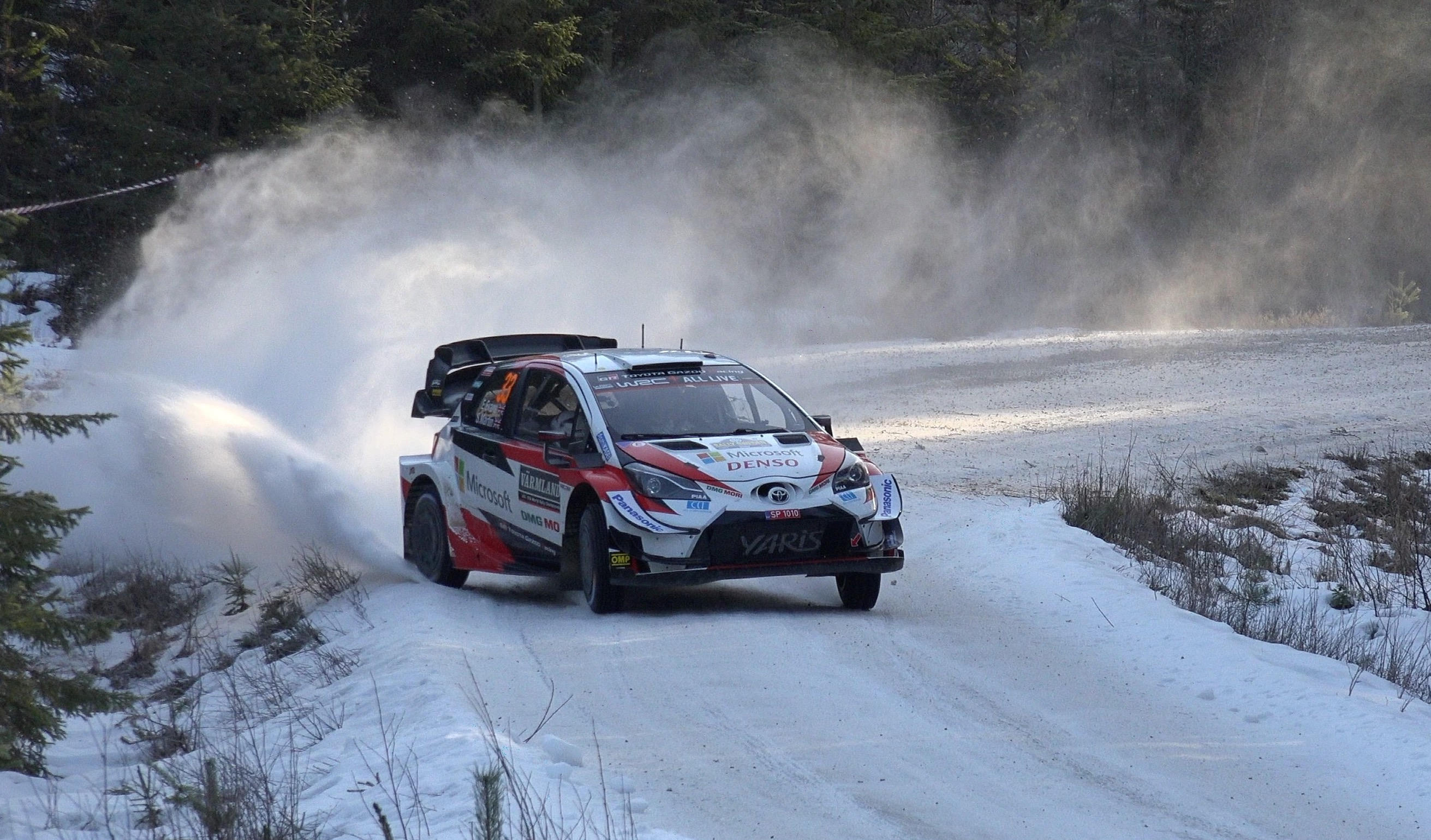
Evans i sitt andra rally för Toyota, på väg mot seger i Rally Sweden 2020.

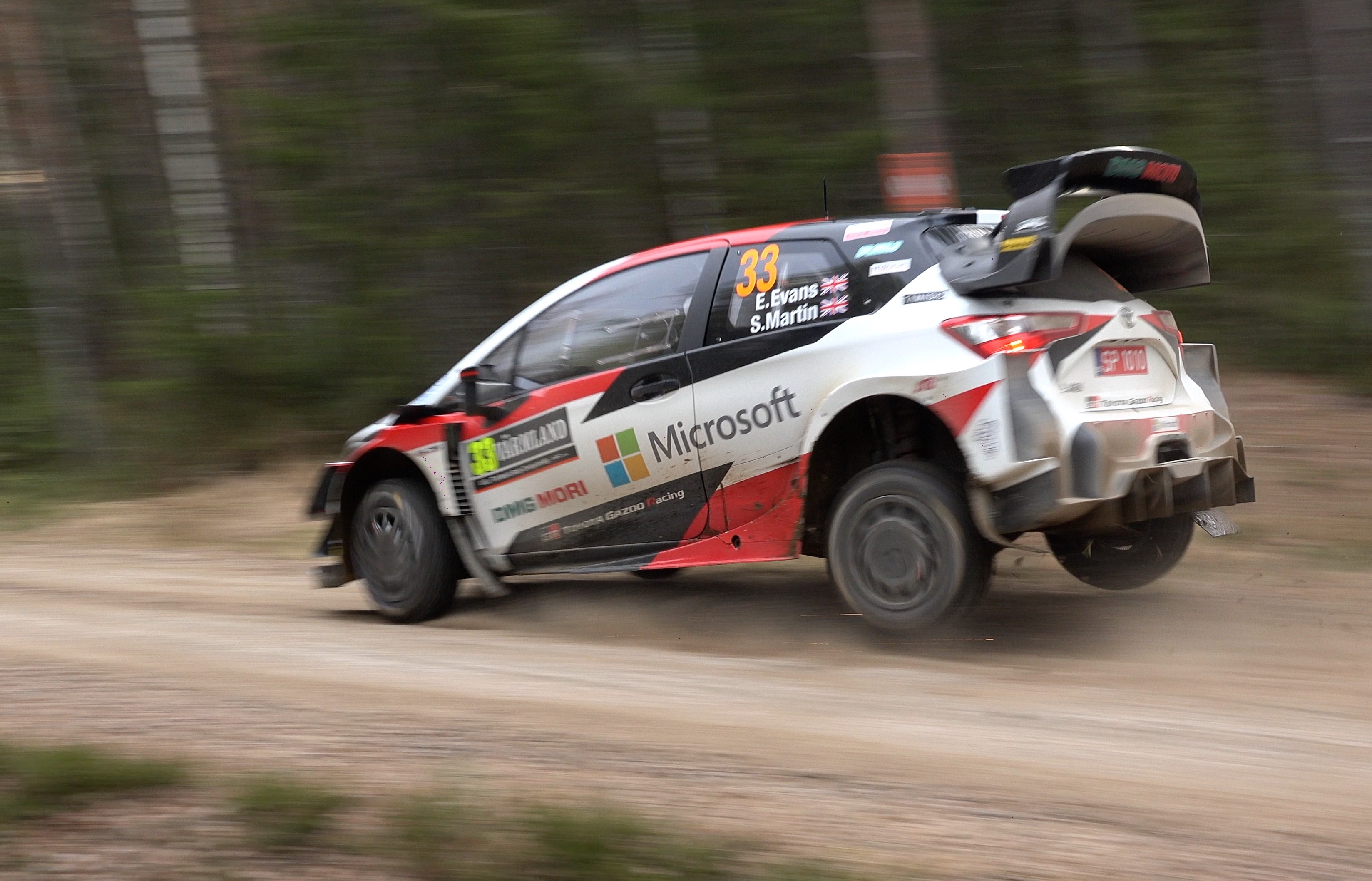
Evans i sitt andra rally för Toyota, på väg mot seger i Rally Sweden 2020.

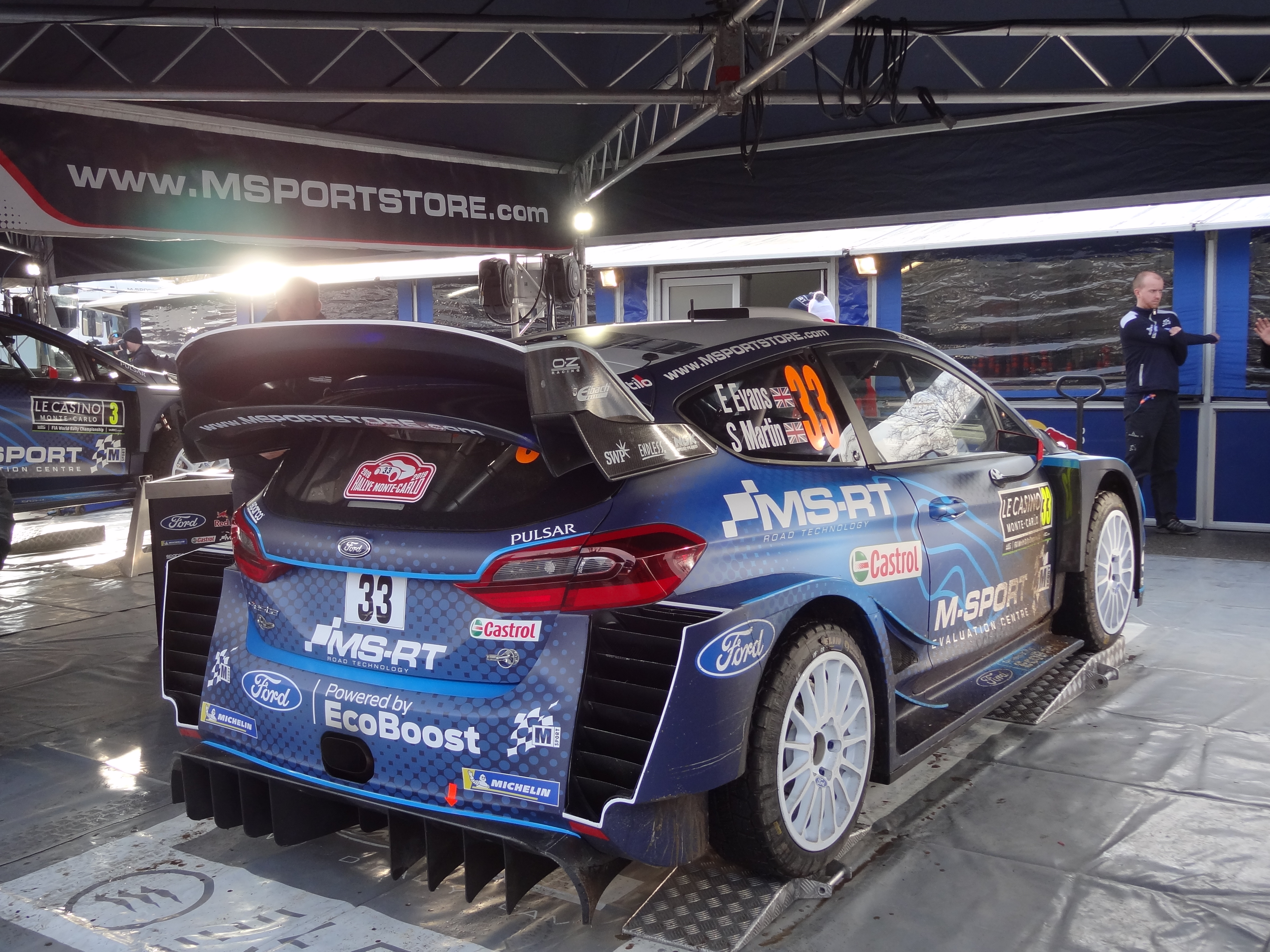
Evans Ford Fiesta WRC på serviceplatsen i Rallye Monte-Carlo 2019.

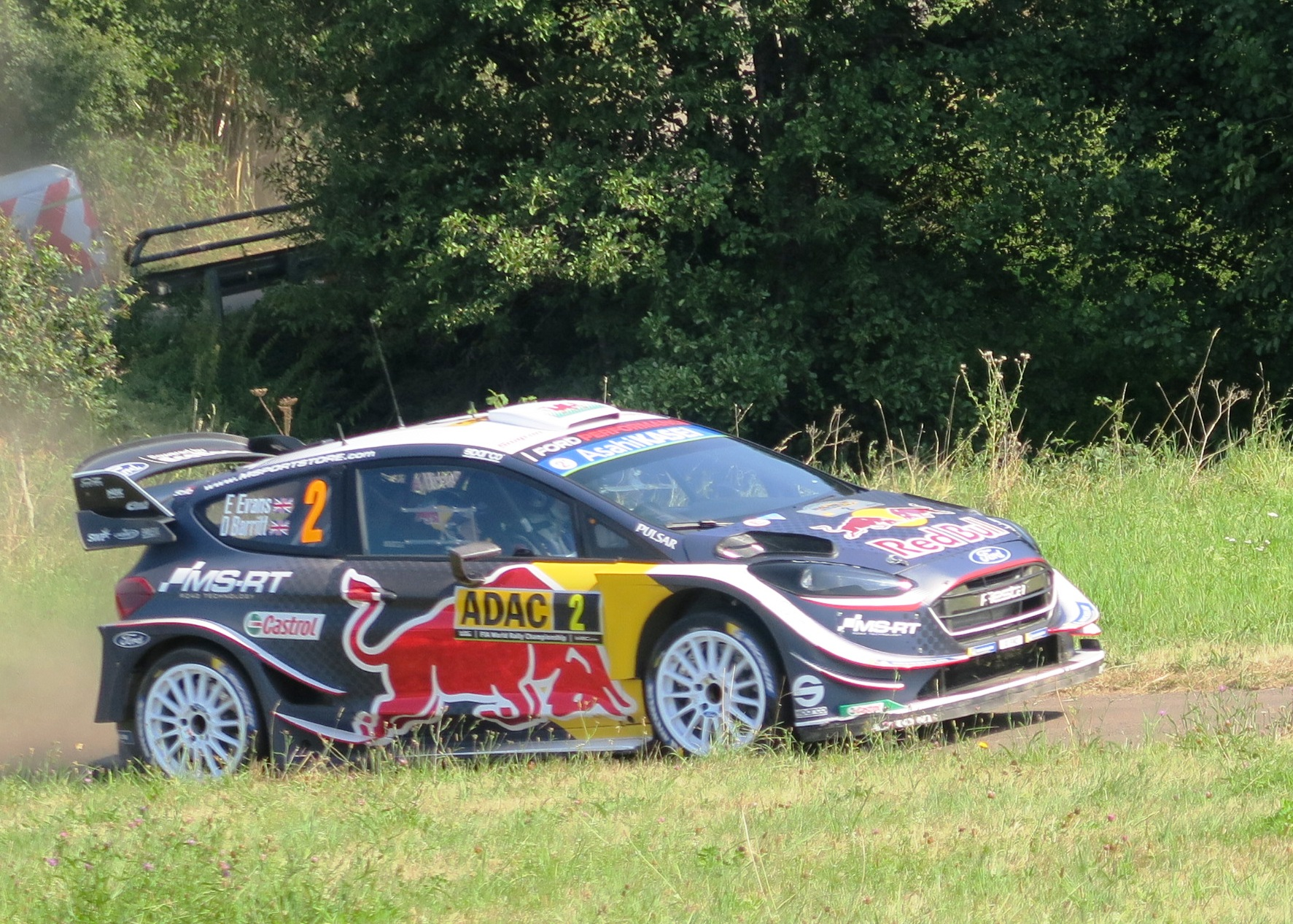
Evans under Rallye Deutschland 2018.

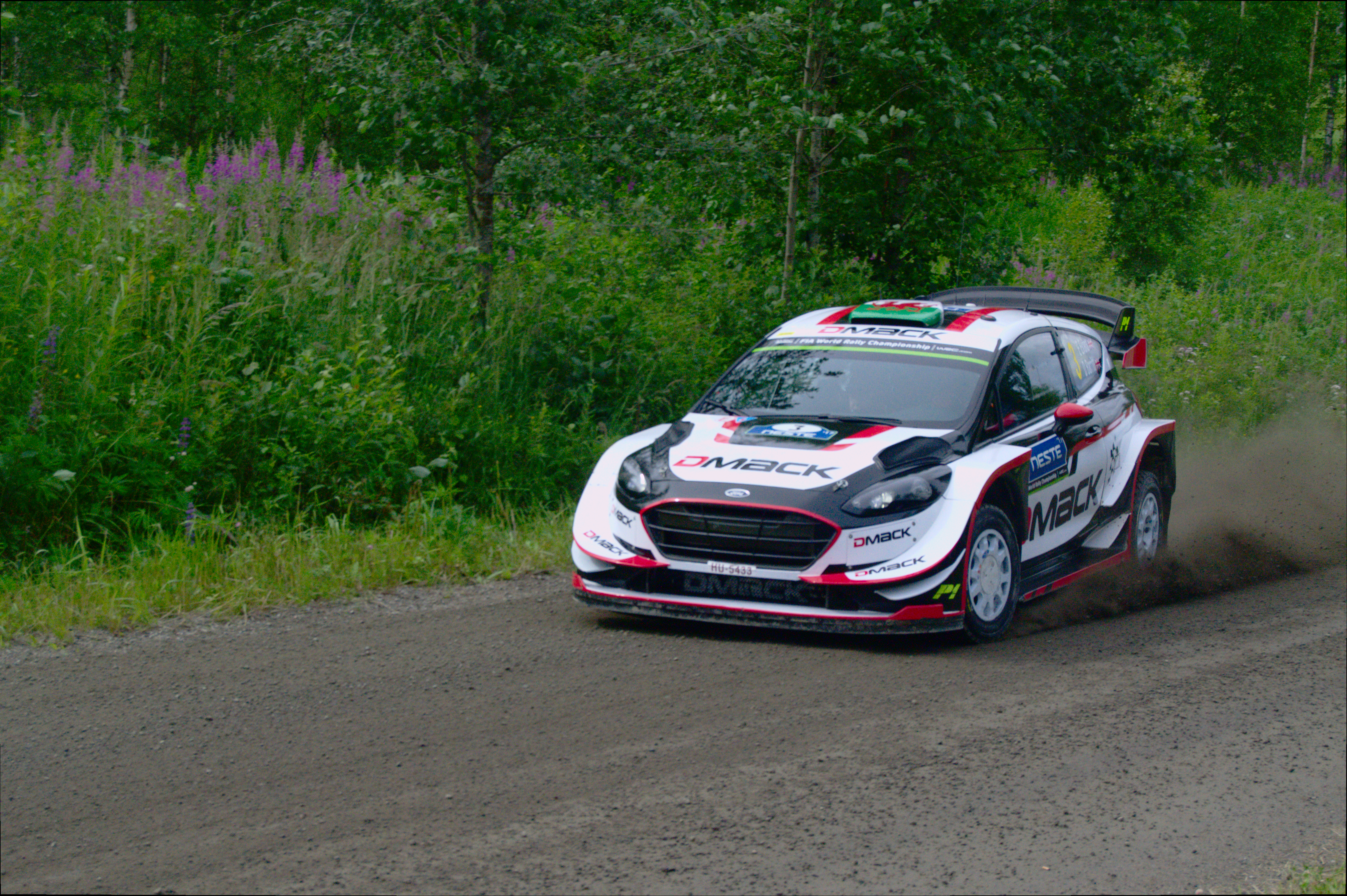
Evans i en Ford Fiesta WRC för DMack-stallet under Rally Finland 2017.

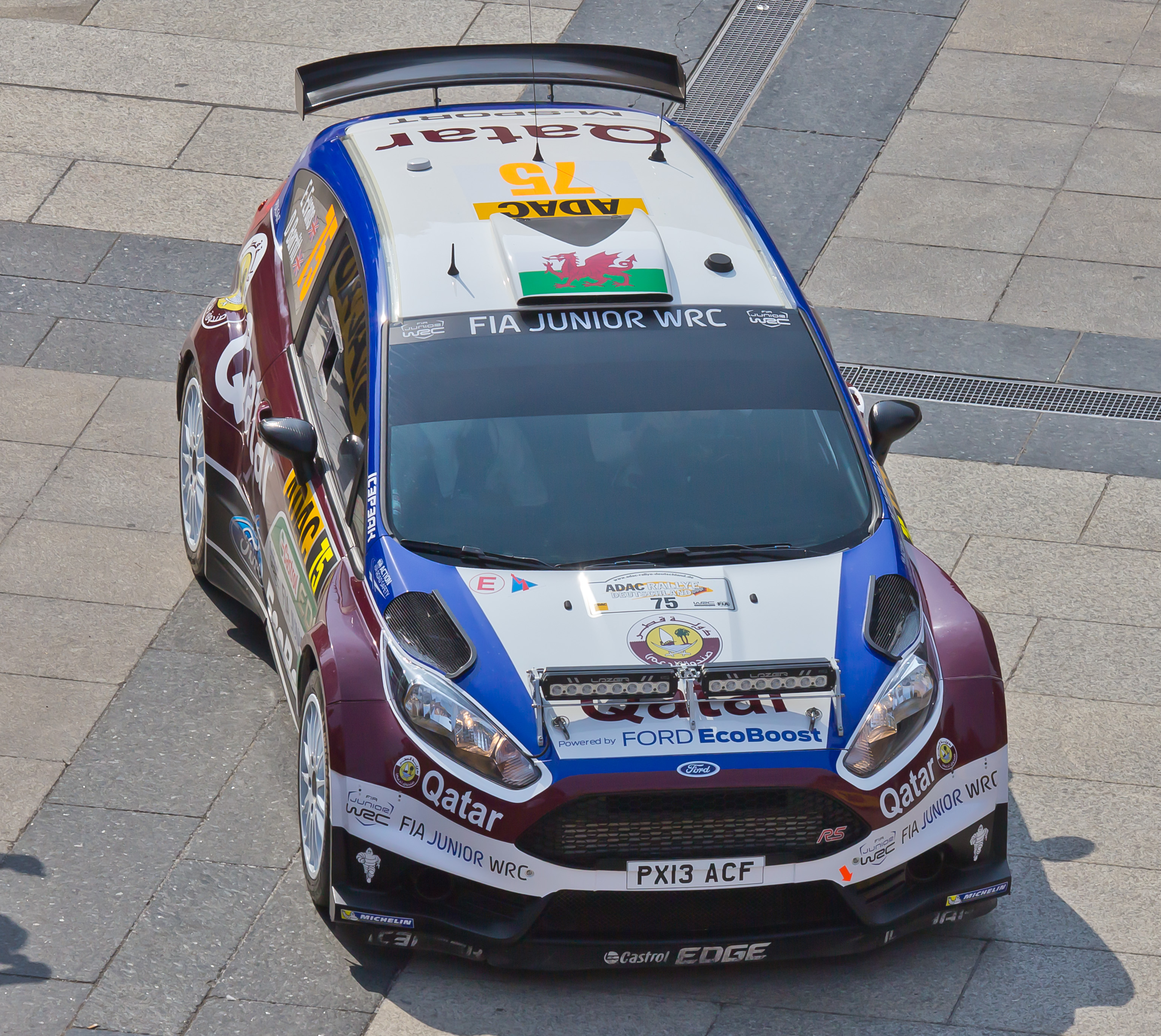
Evans under Rallye Deutschland 2013.

Evans körde 2014 och 2017 för däckmärket DMack i en Ford Fiesta WRC.
Han tog sin, och DMacks, första seger i WRC 30 oktober 2017 i sitt hemrally, Wales Rally GB.

### Ford M-Sport
2018 och 2019 uppgraderades han till fabriksstallet och körde Ford Fiesta WRC för Ford M-Sport.

### Toyota Gazoo Racing
Inför 2020 skrev han på för Toyota och tog sin andra seger i karriären i sitt andra rally för stallet, i Rally Sweden 2020.

## Vinster i WRC
| Säsong | Tävling                      | Co-driver      | Bil              |
| ------ | ---------------------------- | -------------- | ---------------- |
| 2017   | Wales Rally GB               | Daniel Barritt | Ford Fiesta WRC  |
| 2020   | Rally Sweden Rally Turkey    | Scott Martin   | Toyota Yaris WRC |
| 2021   | Rally Portugal Rally Finland | Scott Martin   | Toyota Yaris WRC |